# ノーマン・マクラレン

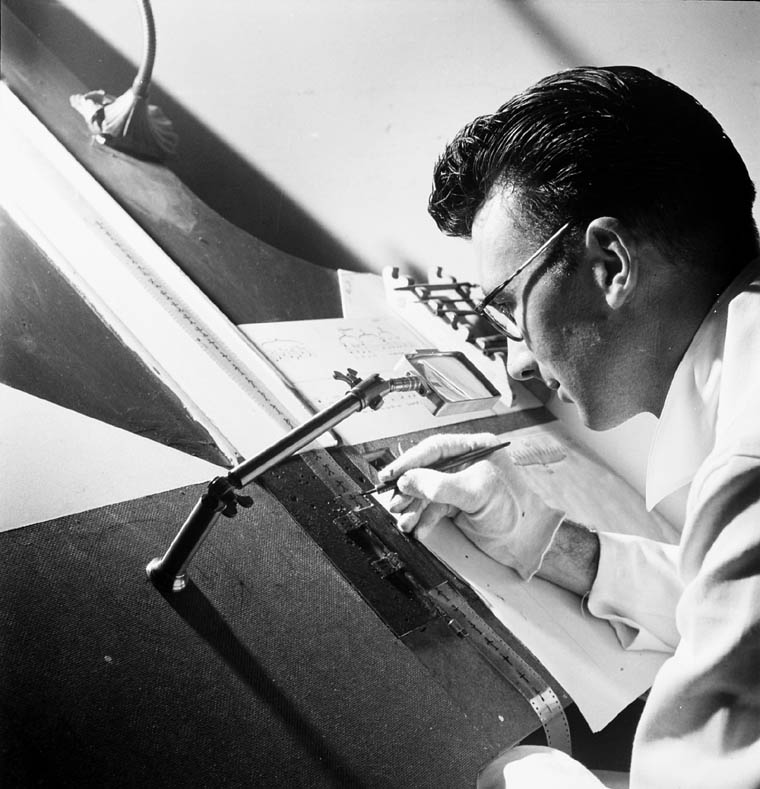
ノーマン・マクラレン

ノーマン・マクラレン (Norman McLaren, 1914年4月11日 - 1987年1月27日) は、カナダの実験映像、アニメーション作家。

## 人物
スコットランドのスターリング生まれ。画家を志してグラスゴーの美術学校に入学、セルゲイ・エイゼンシュテインやオスカー・フィッシンガーの作品を始め、多くの優れた映画に出会う。とりわけ、実験的映像に興味を持ち、在学中にフィルムクラブを作り同時代の巨匠たちのフィルムを見続けたほか、フィルム上に直接描画するダイレクトアニメーションを自主制作した。そのときの作品がドキュメンタリー映画監督で映画評論家のジョン・グリアスンの目にとまり、イギリス郵政公社（GPO）の映画部（GPO Film Unit）に招かれる。その後、ロンドン、アメリカと拠点地を移動。グリアスンがカナダ国立映画庁（NFB）の局長に就任すると、彼の推薦によりアニメーション部門の責任者となる。
1930年代から1980年代までの50年間に、約70作品を制作。200あまりの国際賞を獲得している。ダイレクトアニメーション、マイクレス録音、ピクシレーション、カリグラフィー、立体アニメーション、多重露光映画など、数々の実験的手法を用いた映画を手がけた。NFBの後進の指導にも尽力し、NFBの作家主義、個人制作スタイルを牽引した。
1967年、カナダのモントリオール万国博覧会の際、日本の立体アニメーション作家・高橋克雄の立体アニメーション映画『一寸法師』の試写会がNFBのマクラレンのもとで行われた。『一寸法師』を観た後、マクラレンは高橋に『どうしても解析したい特撮場面があるのでフィルムを一週間預かりたい。』と申し入れた。高橋がこれを快諾すると、代わりに自分の特撮の秘密を教えるからスタジオに遊びに来るように言い、高橋を自分のスタジオに招き入れてお互いの技法についての種明かしや意見交換するなど、楽しく会話を交わすこととなった。高橋はマクラレンのスタジオでカリグラフィーマシンや撮り方を見せてもらい、マクラレンは『一寸法師』で使われている高橋考案のモーションブラー技法の撮り方を教わった。このモントリオール博覧会でマクラレン監督やチェコのイジー・トルンカ監督の手がけた巨大で迫力のある映像展示に圧倒された高橋は、1970年（昭和45年）の日本万国博覧会に向けてマクラレンからの励ましのことばを胸に奮起。日立グループ館における企画コンペにインタラクティブ型映像展示を取り入れて起用された。高橋の東京中央プロダクション・高橋克雄著作権事務所にはマクラレン本人、スタジオ内の様子やマーク・スレード部長、若手のスタッフ、マクラレンのもとに集まっていたアニメーション作家たちと一緒に撮影された珍しいスナップ写真や記念写真などが貴重な資料として保管されている。

## 代表作
- ループ　Loops　1940年／3分
- 色彩幻想－過去のつまらぬ気がかり　Begone Dull Care　1949年／8分
- ペイント・パーカッション－ペン先の音楽 Pen Point percussion　1951年／6分
- 隣人　1952年／8分
  - 世界記憶遺産認定。
- 線と色の即興詩　Blinkity Blank　1955年／5分
- 算数あそび　Rythmetic　1956年／9分
- マクラレンの開会の辞　1960年／7分
- ニューヨーク・ライトボードの記憶　1961年／8分
- カノン　Canon 1964年／9分
- パ・ドゥ・ドゥ　1968年／13分
- シンクロミー　Synchromy　1971年／7分
- ピンスクリーン　1973年／38分
  - ドキュメンタリー。
- 星とストライプ　1983年／2分

## 言葉
- 「アニメーションは動く絵の芸術ではなく、絵の動きの芸術である」
- 「私にとって、すべての映画は一種のダンスである。なぜなら、映画の中で最も重要なことは運動、動きなのだから。何を動かすかは関係がない（俳優であれ、オブジェであれ、絵であれ）どんな方法で動くにせよ、それは一つのダンスなのだ」